# Ambaliha dochmosema
Ambaliha dochmosema är en fjärilsart som beskrevs av Turner 1901. Ambaliha dochmosema ingår i släktet Ambaliha och familjen snigelspinnare. Inga underarter finns listade i Catalogue of Life.